# Bromma
Bromma je původně samostatná osada a farnost, v roce 1916 se stala součástí hlavního města Švédska Stockholmu jako čtvrť a současně samosprávný městský obvod (švédsky stadsdelsområde). Bromma je nyní tvořena dvěma hlavními farnostmi: Bromma a Västerled. Jihovýchodní část čtvrti patří mezi nejbohatší oblasti ve Stockholmu.
Bromma se rozkládá při severozápadním okraji Stockholmu, hraničí s ostrovem a stejnojmennou čtvrtí Kungsholmen na východě, s částí jezer Mälaren a Kärsön na jihu, s přírodní rezervací Grimsta na západě, farností Spånga na severu. Na severu až severovýchodě hraničí také se samostatnými samosprávnými obcemi (již nejsou součástí Stockholmu) Sundbyberg a Solna. Pokud jde o rozlohu, je současná čtvrť Bromma přibližně srovnatelná s historickou farností Bromma.
Nachází se zde také letiště Stockholm-Bromma, jehož počátky sahají do roku 1936. I když se od 60. let 20. století hlavním stockholmským letištěm stalo nově vybudované letiště Stockholm-Arlanda, zůstává Stockholm Bromma třetím největším letištěm ve Švédsku, především pro svou blízkost do centra Stockholmu.

## Charakteristika čtvrti
Čtvrť se skládá z následujících částí: Abrahamsberg, Alvik, Beckomberga, Blackeberg, Bromma kyrka, Bällsta, Eneby, Höglandet, Mariehäll, Nockeby, Nockebyhov, Norra Ängby, Olovslund, Riksby, Smedslätten, Stora Mossen, Södra Ängby, Traneberg, Ulvsunda, Ulvsunda Industriområde, Åkeshov, Åkeslund, Ålsten a Äppelviken. V roce 2013 zde žilo přibližně 71 000 obyvatel. Z 35 600 domů v této oblasti je 26 700 bytů a 7900 rodinných domů. Při rozloze 24,60 km² je hustota osídlení necelých 2900 obyvatel na kilometr čtvereční.
Bromma je poseta řadou menších lesíků, parků a jezer, včetně přírodní rezervace Judarskogen (Judarskogens naturreserva: je součástí soustavy rezervací Natura 2000), která se rozkládá kolem jezera Judarn a dále parky okolo hradů Åkeshov a Ulvsunda. Kostel Bromma je jeden z nejvýznamnějších románských kostelů v regionu, v kterém se zachovaly ucelené nástěnné malby z 15. století.
Bromma se skládá hlavně z lokalit, kde bydlí vysoko a středně příjmové skupiny obyvatelů. Dále se zde nachází průmyslová zóna Ulvsunda, které je situována u letiště Stockholm-Bromma, jediného letiště, které leží přímo na katastrálním území hlavního města. Ängby Camping je jeden z největších kempů a rozkládá se v blízkosti velké pláže u jezera Mälaren.
| Lokalita                | Rozloha(km²) | Obyvatel (2004) | Hustota |
| ----------------------- | ------------ | --------------- | ------- |
| Abrahamsberg            | 0,42         | 2761            | 6573,81 |
| Alvik                   | 0,52         | 990             | 1903,85 |
| Beckomberga             | 0,82         | 2578            | 3143,90 |
| Blackeberg              | 1,57         | 5921            | 3771,34 |
| Bromma Kyrka            | 1,11         | 2430            | 2189,19 |
| Bällsta                 | 1,33         | 801             | 602,26  |
| Eneby                   | 0,34         | 782             | 2300,00 |
| Höglandet               | 0,44         | 1345            | 3056,82 |
| Lunda                   | 1,32         | 7               | 5,30    |
| Mariehäll               | 0,73         | 1368            | 1873,97 |
| Nockeby                 | 0,98         | 3032            | 3093,88 |
| Nockebyhov              | 1,64         | 2600            | 1585,37 |
| Norra Ängby             | 2,00         | 4926            | 2463,00 |
| Olovslund               | 0,27         | 543             | 2011,11 |
| Riksby                  | 3,73         | 3566            | 956,03  |
| Smedslätten             | 1,03         | 2372            | 2302,91 |
| Stora Mossen            | 0,64         | 1352            | 2112,50 |
| Södra Ängby             | 1,09         | 1722            | 1579,82 |
| Traneberg               | 0,91         | 6793            | 7464,84 |
| Ulvsunda                | 0,82         | 2063            | 2515,85 |
| Ulvsunda Industriområde | 1,38         | 2513            | 1821,01 |
| Åkeshov                 | 0,27         | 681             | 2522,22 |
| Åkeslund                | 0,51         | 2907            | 5700,00 |
| Ålsten                  | 1,35         | 3262            | 2416,30 |
| Äppelviken              | 0,77         | 1799            | 2336,36 |
| Celkem                  | 25,99        | 59114           | 2274,49 |

## Letiště Stockholm-Bromma
Na území čtvrti Bromma se nachází letiště Stockholm-Bromma, nejstarší a druhé největší stockholmské letiště, jehož hlavní výhodou je blízkost do centra Stockholmu (asi 8 km). Nachází se při severozápadním okraji čtvrti Bromma a současně na okraji celého Stockholmu. V blízkosti letiště jsou též samostatná města Sundbyberg (přímo u letiště) a Solna (asi 2 kilometry).
Letiště bylo otevřeno v roce 1936 králem Gustavem V. a bylo vůbec prvním v celé Evropě, které od počátku mělo zpevněnou vzletovou a přistávací dráhu. Za druhé světové války odsud létala švédská a britská letadla do Velké Británie. Po druhé světové válce obecně nastal velký rozmach letecké dopravy, a tak i letiště Bromma přibližně 10 let vzkvétalo. Jako mateřské letiště ho využívala státem vlastněná společnost Aktiebolaget Aerotransport (ABA), která se posléze transformovala jako švédská součást nově vzniklé společnosti Scandinavian Airlines System (SAS). Ale již v polovině 50. let bylo zřejmé, že letiště Stockholm-Bromma nevyhovuje pro stále větší dopravní letadla.
Proto bylo rozhodnuto o výstavbě nového a mnohem většího letiště Stockholm-Arlanda. To se nachází více než 40 km severně od Stockholmu. Na počátku 60. let se na nové letiště přesunuly téměř všechny mezinárodní lety. V roce 1983 i zbývající vnitrostátní lety a zdálo se, že je to konec letiště Stockholm-Bromma. Několik starých hangárů bylo dokonce z letiště vyčleněno a přeměněno na outletová nákupní centra. Až po deregulaci letecká dopravy a následně poté, co si společnost Malmö Aviation (nyní po fúzích BRA: Braathens Regional Aviation) si vybrala letiště pro své linky do Malmö a Göteborgu, později i pro další destinace, došlo k určitě obnově letiště. V roce 2002 byla postavena nová řídící věž a v roce 2005 byla dokončena renovace a rozšíření řadu let chátrajícího terminálu.
Letiště slouží hlavně pro vnitrostátní lety, jen několik mezinárodních linek (např. na letiště
Helsinky-Vantaa nebo na letiště Brusel), protože krátká ranvej (jen 1668 metrů) neumožňuje starty velkých dopravních letadel. Nicméně své linky zde zavedly i další dopravci, a počet přepravených cestujících začal opět významně vzrůstat, až se v letech 2013 až 2019 letiště dostalo dokonce na 3. místo ve Švédsku podle počtu cestujících (byť je to méně než desetina největšího letiště Stockholm-Arlanda a přibližně třetina druhého Göteborg Landvetter.
Původně se předpokládalo, že letiště bude v provozu nejméně do roku 2038 (smlouva mezi Swedavia AB a Stockholmem), ale všeobecná krize letecká dopravy v důsledku pandemie covid-19 způsobila, že Swedavia v září 2020 oznámila, že předloží švédskému Ministerstvu průmyslu a inovací požadované posouzení dopadů možného předčasného uzavření letiště Stockholm-Bromma a převedení veškeré letecké dopravy na letiště Stockholm-Arlanda. Konečné rozhodnutí však musí učinit vláda.

## Pamětihodnosti
Ve čtvrti Bromma se nachází kostel Bromma, cenná památka sakrálního stavitelství. Nejstarší částí kostela (především kruhová část) byly postaveny ve 12. století, jako opevněný kostel a patří mezi nejstarší dochované stavby ve Stockholmu. V interiéru se dochovaly ucelené nástěnné malby, které vytvořil Albertus Pictor, nejvýznamnější švédský pozdně středověký malíř (asi 1440 - asi 1507). Jeden z mála podobných opevněných kostelů ve Švédsku lze nalézt v nedaleké Solně, ale již za hranicemi Stockholmu. Nejvýznamnější přestavby a rozšíření kostela pochází z let 1679 až 1700. V roce 2006 byl kostel v anketě posluchačů jedné rozhlasové stanice vybrán jako nejhezčí kostel v kraji Stockholm.

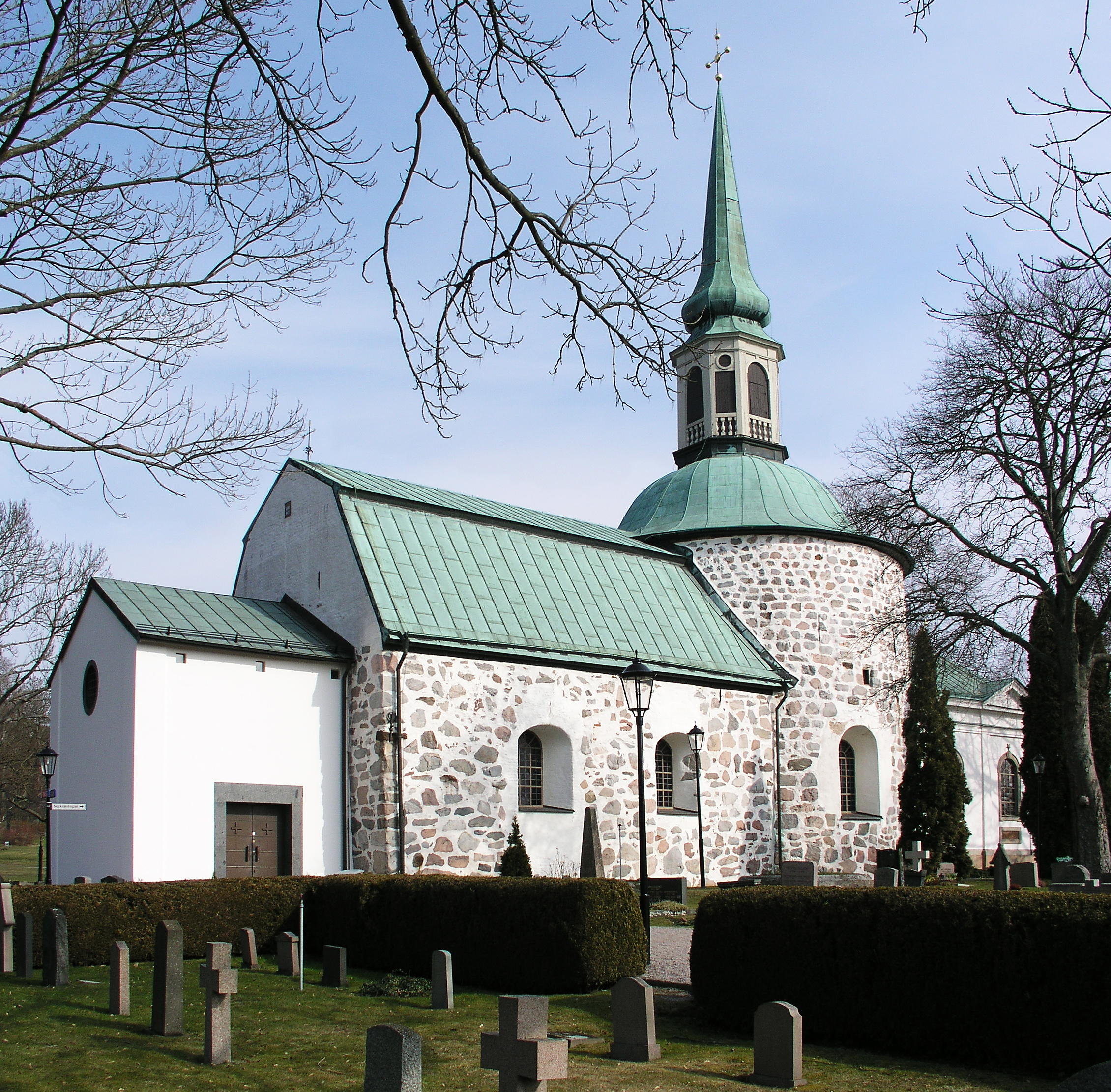
Celkový pohled na kostel
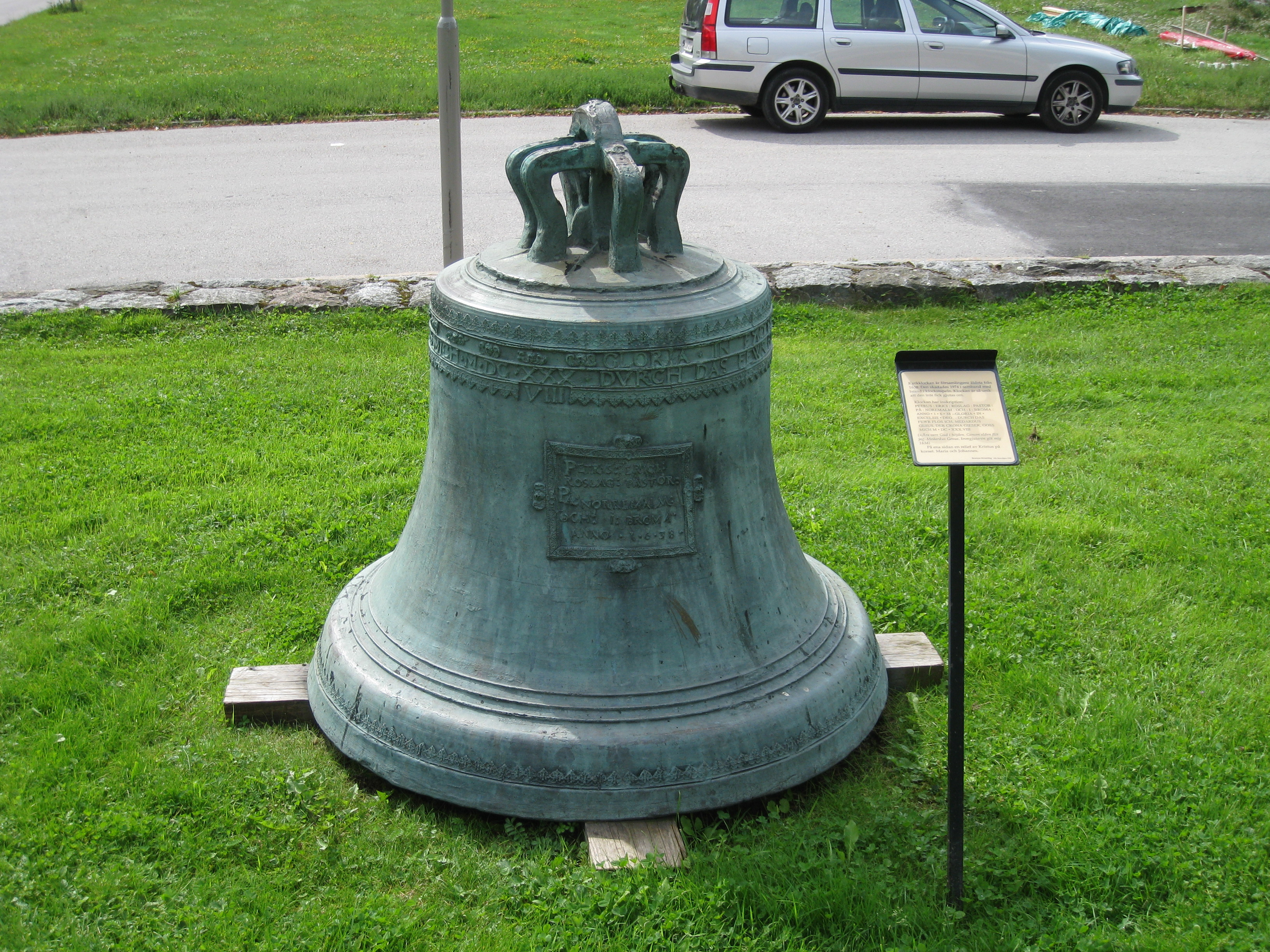
Vystavený zvon z roku 1638
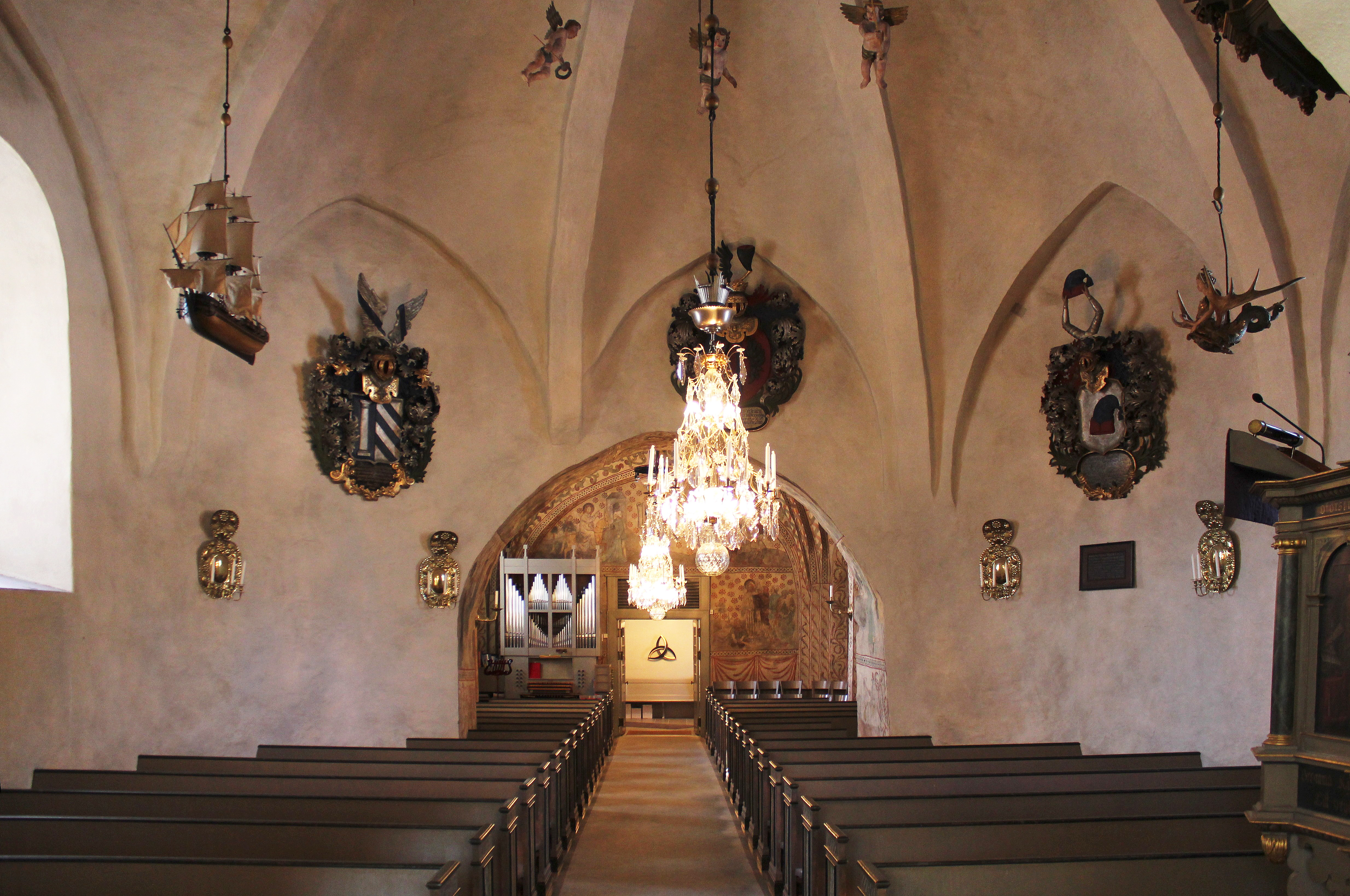
Interiér kostela

## Významné osobnosti
Per Albin Hansson (28. října 1885 – 6. října 1946), švédský politik, dlouholetý předseda švédské sociálně demokratické strany (1925–1946) a dvojnásobný předseda vlády v letech 1932 až 1946, žil v lokalitě Ålsten. Zemřel v roce 1946 v Ålsten, během cesty tramvají domů ze zasedání švédského parlamentu (Riksdag) na infarkt v době, kdy stále ještě byl premiérem.
Ekonom (nositel Nobelovy cenu za ekonomii za rok 1974), vysokoškolský učitel, politik a sociolog Karl Gunnar Myrdal (6. prosince 1898 – 17. května 1987) a jeho manželka Alva Myrdalová (31. ledna 1902 – 1. února 1986; socioložka, diplomatka a politička, nositelka Nobelovy ceny za mír za rok 1982) žili v několika lokalitách čtvrti Bromma spolu se svými dětmi, jedním z jejich dětí byl spisovatel, filmař a politický aktivista Jan Myrdal (19. července 1927 – 30. října 2020). Manželé se později přestěhovali do osady Danderyd (několik kilometrů severně od Stockholmu).
Christer Fuglesang (* 18. března 1957), fyzik a první švédský kosmonaut, vyrůstal ve čtvrti Bromma. Poprvé letěl v raketoplánu Discovery, let STS-116 v prosinci 2006, hned při svém prvním letu se účastnil i tří výstupů do volného kosmického prostoru. Podruhé letěl v roce 2009 (opět Discovery, let STS-118). Od roku 2010 pracoval jako vedoucí divize vědy a aplikací v ředitelství pilotovaných kosmických letů ve výzkumném a technologickém středisku ESA v Noordwijku v Nizozemsku.
Ve čtvrti Bromma se narodila nebo žila řada známých švédských sportovců, především hokejistů, ale i dalších odvětví. Z hokejistů je možno uvést středního útočníka Matse Sundina (* 13. února 1971; trojnásobný mistr světa a olympijský vítěz z roku 2006), obránce Douglase Murraye (* 12. března 1980) nebo obránce Birger Holmqvist (28. prosince 1900 Stockholm – 9. dubna 1989 Bromma; podílel se na zisku první švédské hokejové medaile na olympiádě: stříbrná medaile na ZOH 1928).
Švédský zápasník Rudolf Svensson (27. března 1899 Gudhem – 4. prosince 1978 Bromma) třikrát startoval na olympiádě, kde získal dvě zlaté a dvě stříbrné medaile (jednou startoval v obou stylech). Dále získal dvě zlata a tři stříbra na mistrovství Evropy a dvě stříbra na mistrovství světa. Oscar Halldin (3. května 1873 Stockholm - 9. května 1948 Bromma) se věnoval hlavně dokumentární a novinářské fotografii, byl také oficiálním dvorním fotografem. Je známý rovněž svým fotografiemi ze vzduchu, pořízenými z balónu.
Z umělců lze uvést Barbro Lindgrenovou (* 10. března 1937), spisovatelku, která se věnuje převážně literatuře pro děti a mládež, i když napsala také řadu knih pro dospělé čtenáře. Birgit Rosengrenová (27. listopadu 1912 – 6. října 2011) byla švédská filmová herečka. Byla aktivní až do pozdního věku, švédskému deníku Svenska Dagbladet, poskytla rozsáhly rozhovor krátce před svými 98. narozeninami.
Martin Eriksson (muzikant známější pod svým uměleckým jménem E-Type) se narodil ve městě Uppsala (27. srpna 1965), ale celá rodina se přestěhovala do čtvrti Bromma když mu bylo 14 let. Jonas Åkerlund (* 10. listopadu 1965, Bromma) je bubeník, filmový režisér a autor hudebních klipů.

## Sport
Basketbalový tým Alviks BK (založen 1956) je nejznámější švédský basketbalový tým. Od roku 1963 získal celkem devatenáctkrát titul. Místní fotbalový tým Brommapojkarna nepatří mezi nejvýznamnější týmy ve Stockholmu, ale má největší mládežnickou akademii. Místní hokejový tým se jmenuje GötaTraneberg. Sportovní klub Bromma-Vällingby SOK se zaměřuje na orientační běh. Členkou tohoto sportovního klubu byla např. Helena Karlssonová, která největších úspěchů dosáhla ještě v juniorské kategorie (v roce 2011 byla členkou švédského týmu, který získal zlato ve štafetě na juniorském mistrovství světa).